# Drinkend vogeltje
Een drinkend vogeltje is een glazen speelgoedje in de vorm van een vogel dat lijkt op een perpetuum mobile. Eigenlijk wordt warmte omgezet in beweging.

## Opbouw
Het vogeltje bestaat uit twee glazen bollen (het hoofd en het grotere lichaam) die verbonden zijn met een buis (de hals van het vogeltje) die alleen in de grootste glazen bol nog voorbij het midden doorloopt. Deze ruimten zijn gedeeltelijk gevuld met een vloeistof met een lage verdampingswarmte (meestal gekleurd dichloormethaan). Bij de vervaardiging werd de lucht weggezogen, zodat zich in de ruimte boven de gekleurde vloeistof enkel een verzadigde damp van dichloormethaan bevindt.
Net boven de grootste bol zijn twee armen die als rotatie-as dienen.
De kleinste bol (het hoofd) werd voorzien van een viltachtige uitstulping (de bek). Verder kunnen er nog versierselen (ogen, hoed, pluimen e.d.) aangebracht worden die niet essentieel zijn voor de werking.

## Veiligheid
Bij het breken van het vogellichaam moet de nodige voorzichtigheid in acht genomen worden: oudere uitvoeringen kunnen giftige en ontvlambare stoffen bevatten. Dichloormethaan is echter ook irriterend en is potentieel kankerverwekkend.

## Werking
De werking kan verklaard worden aan de hand van verschillende scheikundige en natuurkundige wetten.
Thermische energie (warmte) wordt door de warmtemachine omgezet in kinetische energie (beweging).

### Cyclus
1. Water verdampt ter hoogte van de bek (Maxwell-Boltzmann-distributie)
2. Hierdoor daalt de temperatuur ter hoogte van het hoofd (verdampingswarmte)
3. Een deel van de verzadigde damp van de vulvloeistof zal condenseren
4. Hierdoor daalt de druk in het hoofd en stijgt de vulvloeistof in de hals (idealegaswet)
5. Op een bepaald moment stijgt het zwaartepunt boven het steunpunt en zal het hoofd zakken (zwaartekracht)
6. Bij deze kanteling zal de halsbuis boven het vloeistofniveau komen, en zal een gasbel opstijgen en hierbij de aanwezige vulvloeistof vervangen. Telkens wordt ook de bek bevochtigd en door capillariteit verspreidt het water zich in het viltachtige gedeelte.
7. Hierdoor komt de vulvloeistof weer helemaal in het lichaam en wordt de dampdruk gelijk.
8. Het zwaartepunt ligt weer laag en de hals gaat weer naar zijn verticale stand.

De cyclus wordt onderhouden zolang de bek nat is; dus nog een tijdje nadat het water werd weggenomen. Ook kan men het temperatuurgradiënt onderhouden door onderaan het lichaam te verwarmen.

## Varianten
- plastic in plaats van glas
- giraf-lichaam in plaats van vogellichaam
- lichtenergie als aandrijfkracht in plaats van warmte-energie (door de bovenkant zilver (reflecterend) en de onderkant zwart (absorberend) te schilderen)